# Васил Жданкин
Васѝл Олекса̀ндрович Жда̀нкин (на украински: Василь Олександрович Жданкін) е украински певец и бандурист.
Роден е на 23 май 1958 година в изчезналата днес станица Гурмай в Краснодарски край в украинско семейство, което малко по-късно се преселва в Украйна. Учи в Киевската селскостопанска академия и Лвовската консерватория, а през 1987 година се дипломира като диригент в Ровненския институт по култура. Изпълнява класическа и църковна, но главно фолклорна музика. Получава голямата награда на първия фестивал „Червона рута“ през 1989 година, където заедно с Виктор Морозов и Едуард Драч изпълнява за пръв път публично след десетилетна забрана „Ще не вмерла України“, химна на независима Украйна.
Васил Жданкин умира на 2 септември 2019 година при пътно произшествие недалеч от дома си в Кременец.